# Gaston Diamé
Pour les articles homonymes, voir Diamé.
Gaston Diamé est un ancien footballeur international mauritanien qui a joué en tant qu'attaquant¹². Voici quelques détails sur sa vie et sa carrière :
Gaston Diamé est né à Dakar, au Sénégal le 16 novembre 1971.
Diamé a passé toute sa carrière de club en France, jouant pour Saint-Christophe Châteauroux, SO Romorantin, US Joué-lès-Tours, FC Bourges, Reims, Angoulême CFC, AS Yzeure et SNID¹². Il a également obtenu deux sélections internationales pour la Mauritanie en 2003¹².
Après sa carrière de joueur, Diamé s'est reconverti en entraîneur à la fin des années 2000¹. Il a entraîné le Sud Nivernais Imphy Decize de 2010 à 2012, puis le Paris FC en 2013¹.

## Carrière
- 1999-déc 2000 : FC Bourges (CFA)
- 2000-2001 : Stade de Reims (National)
- 2001-2002 : Stade de Reims (National)
- 2002-2003 : Stade de Reims (Ligue 2)
- 2003-2004 : AS Angoulême-Charente 92 (National)
- 2004-2005 : AS Yzeure (CFA)
- 2005-2010 : SN Imphy Decize  (CFA2)[1],[2]

## Carrière d'entraineur
De 2009 à 2010, il entraîne le Sud Nivernais Imphy Decize, évoluant en tant qu'entraîneur-joueur.
En 2012 il est entraineur adjoint au Paris FC.
Il est nommé entraîneur au Paris FC de décembre 2012 à juillet 2013. puis remplacé par Christophe Taine.